# Phalaenopsis venosa
Phalaenopsis venosa ist eine Pflanzenart aus der Gattung Phalaenopsis innerhalb der Familie der Orchideen (Orchidaceae). Sie ist auf Sulawesi, Indonesien beheimatet.

## Beschreibung

### Vegetative Merkmale
Phalaenopsis venosa ist eine ausdauernde krautige Pflanze. Die gewöhnlich drei bis fünf Laubblätter sind 10–20 cm lang sowie 5–7,5 cm breit.

### Generative Merkmale
An aufrechten, verzweigten oder unverzweigten Blütenständen befinden sich an einer abgeflachten Rhachis die Blüten. Ältere Exemplare können mehrere Blütenstände auf einmal bilden. Die zwittrigen Blüten sind bei einer Breite von 4 bis 5 Zentimetern zygomorph und dreizählig. Die Antherenkappen sind hell-grün. Die Basis der länglich-elliptischen Kronblätter und Kelchblätter sowie die Säule und die Lippe sind weiß. Die Grundfarbe der grünlich-gelben Kron- und Kelchblätter wird durch die Braunfärbung und die Querbänderung fast verdeckt, obwohl die Adern der Grundfarbe sichtbar bleiben, was sich im Namen der Art widerspiegelt. Der Blütenduft wird als unangenehm empfunden.

### Chromosomensatz
Die diploide Chromosomenzahl beträgt 2n = 38. Der Karyotyp ist bimodal. Es gibt demnach kleine und größere Chromosomen. Große Heterochromatinblöcke befinden sich an den Enden der großen metazentrischen oder submetazentrischen Chromosomen.

## Systematik
Die Erstbeschreibung von Phalaenopsis venosa erfolgte 1983 durch Phyau Soon Shim und Jack Archie Fowlie in Orchid Digest, Volume 47, Issue 4, S. 125. Das Artepitheton venosa, vom lateinischen venosus für „geädert“, bezieht sich auf die Blütenfärbung.
Die Art Phalaenopsis venosa gehört zur Sektion Amboinenses aus der Gattung Phalaenopsis, da sie die Schwesterart von Phalaenopsis amboinensis ist. Sie hat ein breiteres Labellum als Phalaenopsis amboinensis.

## Vorkommen und Artenschutz
Phalaenopsis venosa gedeiht in feuchten Tieflandwälder in Höhenlagen von 450 bis 1000 Metern.
Berichten zufolge ist Phalaenopsis venosa „vom Aussterben bedroht“. Endemische Arten auf Sulawesi sind durch die Umwandlung von Lebensräumen in Wohngebiete, Plantagen, Straßen und durch illegalen Holzeinschlag gefährdet.